# عنصر (قانون جنائي)
بموجب قانون الولايات المتحدة، عنصر الجريمة (أو توافره في أي جرم) هو واحد من مجموعة من الحقائق التي يجب أن يثبت لإدانة المتهم بارتكاب الجريمة. إذا وجدت المحكمة المدعى عليه مذنبا بارتكاب جريمة جنائية، ويجب على الادعاء تقديم أدلة على ذلك وذات مصداقية كافية لإثبات ما لا يدع مجالا للشك بأن المتهم ارتكب كل عنصر من عناصر الجريمة المعينة. الأجزاء المكونة التي تشكل أي جريمة معينة تختلف تبعا للجريمة.
يتم سرد المكونات الأساسية للجريمة الجنائية بشكل عام، وكل عنصر من عناصر الجرم يقع في واحدة أو أخرى من هذه الفئات. في القانون العام، لا يمكن اعتبار السلوك إجرامي إلا إذا كان المتهم يمتلك قدرا من نية - إما الغرض، والمعرفة، أو التهور - فيما يتعلق بطبيعة سلوكه المزعوم ووجود الظروف الموضوعية التي بموجبها يعتبر سلوكا إجراميا. ومع ذلك، بالنسبة لبعض الجرائم التي سنت تشريعيا، على سبيل المثال أبرزها هتك العرض، وتعرف مثل هذه الجرائم بوصفها جرائم المسؤولية المطلقة.